# Nintendo La Rivista Ufficiale
A Nintendo La Rivista Ufficiale (NRU-ként is ismert) az Official Nintendo videójátékokkal foglalkozó magazin olasz nyelvű kiadása, ami a Nintendo videójáték és hordozható konzoljaira szakosodott. Az újságban a Nintendo konzolokra megjelent játékok előzetesei, tesztjei és csaló kódjai találhatóak meg.

## Története
2002-ben alapította a Future Media Italy; a Future Publishing egyik leányvállalata, majd 2007 februárja óta a Sprea Media Italy adja ki.